# Sandra Izbașa
Sandra Raluca Izbașa (* 18. Juni 1990 in Bukarest) ist eine ehemalige rumänische Kunstturnerin.

## Karriere
Sandra Izbașa wurde am 18. Juni 1990 in Bukarest geboren. Im Alter von vier Jahren begann sie beim CSS Steaua Bukarest zu turnen. Ihren ersten internationalen Wettkampf absolvierte sie im Jahr 2003.
Bei den Europameisterschaften 2006 in Volos gewann Izbașa am Boden ihren ersten internationalen Titel. Zudem gewann sie mit der Mannschaft die Silbermedaille und die Bronzemedaille am Schwebebalken. Am Schwebebalken konnte sie im gleichen Jahr bei den Weltmeisterschaften auch noch Silber gewinnen.
Im Jahr 2007 konnte sie ihre guten Leistungen am Schwebebalken mit einer Silbermedaille bei den Europameisterschaften in Amsterdam bestätigen. Zudem wurde sie Vizeeuropameisterin im Einzelmehrkampf. Bei den Weltmeisterschaften 2007 in Stuttgart wurde sie Dritte mit der rumänischen Mannschaft.
Ihren Silbermedaillengewinn am Schwebebalken konnte Izbașa bei den Europameisterschaften 2008 wiederholen. Außerdem wurde sie in Clermont-Ferrand mit der Mannschaft und am Boden Europameisterin.
Ihren bis dahin größten Erfolg feierte Izbașa bei den Olympischen Spielen 2008 in Peking. Hier gewann sie die Goldmedaille am Boden.
An den Weltmeisterschaften 2009 in London konnte Izbașa aufgrund eines Achillessehnenrisses nicht teilnehmen.
Bei den 4. Einzel-Turn-Europameisterschaften 2011 in Berlin gewann Izbașa gleich zweimal Gold: Sie wurde Europameisterin am Sprung und am Boden. Bei den folgenden Olympischen Spielen 2012 in London erreichte sie im Mannschaftswettbewerb mit der rumänischen Damenriege die Bronzemedaille hinter den Olympiasiegerinnen aus den USA und Russland. Den Wettbewerb am Sprung konnte Izbașa für sich entscheiden.

## Auszeichnungen
2008 erhielt Sandra Izbașa von Staatspräsident Traian Băsescu zunächst den Verdienstorden „Meritul sportiv“ III. Klasse, um nach ihrem Olympiasieg im August desselben Jahres mit dem Verdienstorden „Meritul sportiv“ I. Klasse ausgezeichnet zu werden.